# Eduardo Camus
Eduardo Camus Fernández war ein chilenischer Fußballspieler. Der Abwehrspieler wurde drei Mal chilenischer Meister.

## Karriere
Eduardo Camus begann seine Karriere 1931 beim Badminton FC und wechselte 1935 zum Ligakonkurrenten CSD Colo-Colo. Mit den Albos hatte der Verteidiger seine erfolgreichste Zeit mit vielen Titeln, darunter den Meistertiteln 1937, 1939 und 1941. 1943, in seinem letzten Jahr bei Colo-Colo, spielte Camus nur noch in fünf Spielen und nutzte das Folgejahr zur Regenerierung nach einem Reitersturz. 1945 kehrte Camus in die Primera División zurück und lief für den CD Green Cross auf, bei dem er 1947 seine Karriere beendete.

## Erfolge
Colo-Colo
- Chilenischer Meister: 1937, 1939, 1941
- Campeonato Nacional de Clubes: 1936
- Copa de Campeones: 1937
- Campeonato de Apertura: 1938, 1940